# Canfranc Internationale Jernbanestation
Canfranc Internationale Jernbanestation (spansk: Estación Internacional de Canfranc), er en nedlagt jernbanestation i landsbyen Canfranc i de spanske Pyrenæerer. Stationen der åbnede i 1928 var en grænsestation mellem Frankrig og Spanien. På bygningstidspunktet var det Europas næststørste station og måske den mest ekstravagante. Stationsbygningen blev tegnet af den spanske arkitekt Fernando Ramirez de Dampierre og opført i luksus som om den lå midt i en storby. F.eks. er bygningen 240 m lang og har 365 vinduer, et for hvert af årets dage. Stationen forbinder byerne Pau i Frankrig med Jaca i Spanien.
Stationen der forbinder de to lande blev aldrig nogen folkelig succes. To år efter indvielsen benyttede kun 50 passagerer om dagen forbindelsen. Dette kan skyldes at sporvidden mellem Frankrig og Spanien er forskellig, hvorfor man skulle skifte tog. Derudover kom krakket i Wall Street året efter indvielsen. Dens største storhedstid var under den Spanske borgerkrig og 2. verdenskrig, hvor den blev benyttet til at smugle tropper og tyvegods over grænsen. Hvorfor stationens kælenavn ved indvielsen "Titanic of the Mountains" forekommer en smule ironisk.
Forbindelsen mellem Frankrig og Spanien var baseret på et tunnel-projekt der blev opstartet på den franske side af Pyrenæerne i 1912, men pga. 1. verdenskrig først blev afsluttet i 1915.
Stedet blev besøgt af 120.000 turister om åretallerede inden det i 2023 modtog sine første gæster efter at være blevet restaureret og omdannet til hotel af Barcelo Hotel Group.